# Akebu (Sprache)
Akebu (auch: Akebou, Kebu, Kabu, Kegberike, Ekpeebhe) ist die Sprache des gleichnamigen Volkes der Akebu. 
Diese leben vorwiegend in Togo. Akebu gehört zu den Kwa-Sprachen.
Die Anzahl der Sprecher wird auf ca. 56.400 (SIL 2002) Menschen geschätzt. Sie leben vorwiegend im Süden Togos in der Präfektur de Wawa bis an die Grenze zu Ghana. Lokale Zentren der Akebu-Sprecher sind Kougnohou, Veh-Nkougna und Kamina.